# Багз: електронні жучки
«Багз: електронні жучки» (англ. Bugs) — Британський телесеріал, який ішов з квітня 1995 року по серпень 1999 року. Серіал був мішаниною бойовика, пригод та наукової фантастики та розповідав про пригоди команди незалежних борців зі злочинністю та експертів з технології. Вони боролися з різноманітними загрозами, пов'язаними з комп'ютерами та іншими сучасними технологіями. В Британії серіал транслювався на каналі BBC One щосуботи. Серіал зняла компанія Carnival Films на замовлення телеканалу BBC. 
В Україні серіал показували у 90-ті / 2000-ні на каналі Інтер.[джерело?]